# Składnik (metaloznawstwo)
Składniki – pierwiastki albo związki chemiczne, z których w odpowiednich warunkach mogą powstać wszystkie fazy danego układu.

## Składnik a faza
Niemożliwa jest przemiana jednego składnika w drugi, natomiast poszczególne składniki mogą przechodzić z jednej fazy do drugiej. Związki chemiczne można uważać za składniki jedynie wtedy, gdy nie rozpadają się w rozpatrywanym zakresie temperatur. Wyraźnie rozróżniane są pojęcia składnika i fazy (np. czysty metal w temperaturze topnienia jest układem jednoskładnikowym, lecz składa się z dwu faz, tj. kryształów i cieczy). Brąz jest stopem złożonym z dwu składników: z miedzi i cyny, a po stopieniu składa się z jednej fazy ciekłego roztworu obu tych składników.